# Peter Pfändler
Peter Pfändler (* 22. Februar 1961) ist ein Schweizer Kabarettist, Moderator und Dozent für Unternehmenskommunikation.

## Leben und Schaffen
Peter Pfändler wuchs in Zürich oberhalb des Stadelhofens auf. Dort führte sein Vater an der Olgastrasse eine Filmproduktionsfirma. Von den insgesamt sechs Geschwistern ergriff die eine Hälfte künstlerische Berufe, die andere begab sich in den diplomatischen Dienst. Einer seiner Brüder ist der
in München lebende Künstler und Fotograf Werner Pfändler, ein anderer der Zürcher Fotograf Beat Pfändler.
Von 1986 bis 1999 arbeitete Pfändler als Redaktor und Moderator beim Zürcher Sender Radio Z, zuletzt in führender Funktion. Parallel moderierte er von 1992 bis 1999 beim Schweizer Fernsehen diverse Vorabendsendungen. Im Funkhaus lernte er den Radiomoderator Cony Sutter kennen, mit dem er Ende der 90er Jahre das Kabarett-Duo Sutter+Pfändler gründete. Seither bestritten die beiden rund 1500 Bühnenauftritte und über 300 TV-Auftritte. Seit 2018 ist Pfändler nach der Auflösung des Duos Sutter+Pfändler erfolgreich als Solo-Kabarettist unterwegs, zwischenzeitlich auch als Schauspieler in der Rolle als Bösewicht Rollins aus Winnetou II an den Karl-May-Freilichtspielen in Engelberg.
Daneben gibt Pfändler Kurse in Kommunikations- und Medientraining. Er hat unter anderem die Kommunikationstheorie über die Quantilität und das UFRA-Syndrom entwickelt und gilt als Erfinder der Kommunikationsformel S-Ar+Pr+I=Com. Seit 2001 ist er Dozent und Prüfer für Medien-Kommunikation, Rhetorik und Unternehmens-Kommunikation an Kader- und Fachhochschulen. Privat beschäftigt er sich mit Springreiten und Fliegen; er ist verheiratet und lebt mit seiner Frau Sabine, Tochter Ella und Sohn Lio in der Nähe von Zürich.

### Preise
- Komiker des Jahres 2008
- Prix Walo: Nominierungen 2008, 2012, 2014 und 2015
- Prix Walo: Gewinner Comedy 2015

### Bücher
- Presserummel – Über den Umgang mit Medien. 4. Auflage. Verlag MTC Produktion, Winterthur 2012, ISBN 978-3-033-04021-2.
- Redeschwall – Über die Kunst der freien Rede. Verlag MTC Produktion, Winterthur 2011, ISBN 978-3-033-04022-9.
- I feel good – 365 Tipps für ein zufriedenes Leben. Verlag MTC Produktion, Winterthur 2013, ISBN 978-3-033-03832-5.

### Sendungen
- Die Schuldenshow, TV3, Moderation
- Wääled Si!, SRF, mehr als 180 Sendungen als Moderator
- Samschtig-Jass, SRF, mehr als 150 Sendungen in der Rolle des Glarner Bauern Hösli von Hösli & Sturzenegger